# Gormonda de Monpeslier
Na Gormonda de Monpeslier ou de Montpelher ou encore de Montpellier (vers 1226–1229) était une trobairitz originaire de Montpellier écrivant en occitan.

## Biographie
Son unique poème (un sirventès) qui nous est parvenu, premier poème politique français écrit par une femme montre son attachement au catholicisme et à la papauté (de là on a supposé qu'elle pouvait être une dominicaine) ; elle justifie la croisade des albigeois. Les positions qu'elle exprime sont similaires à celles d'un autre troubadour, Lanfranco Cigala.

## Œuvre
Greu m'es a durar ; Gormonda riposte au sirventès où le troubadour Guilhem Figueira attaque la papauté. Elle y adopte la même forme métrique que Figueira, en vingt strophes. 